# Gerald Mair (Dirigent)

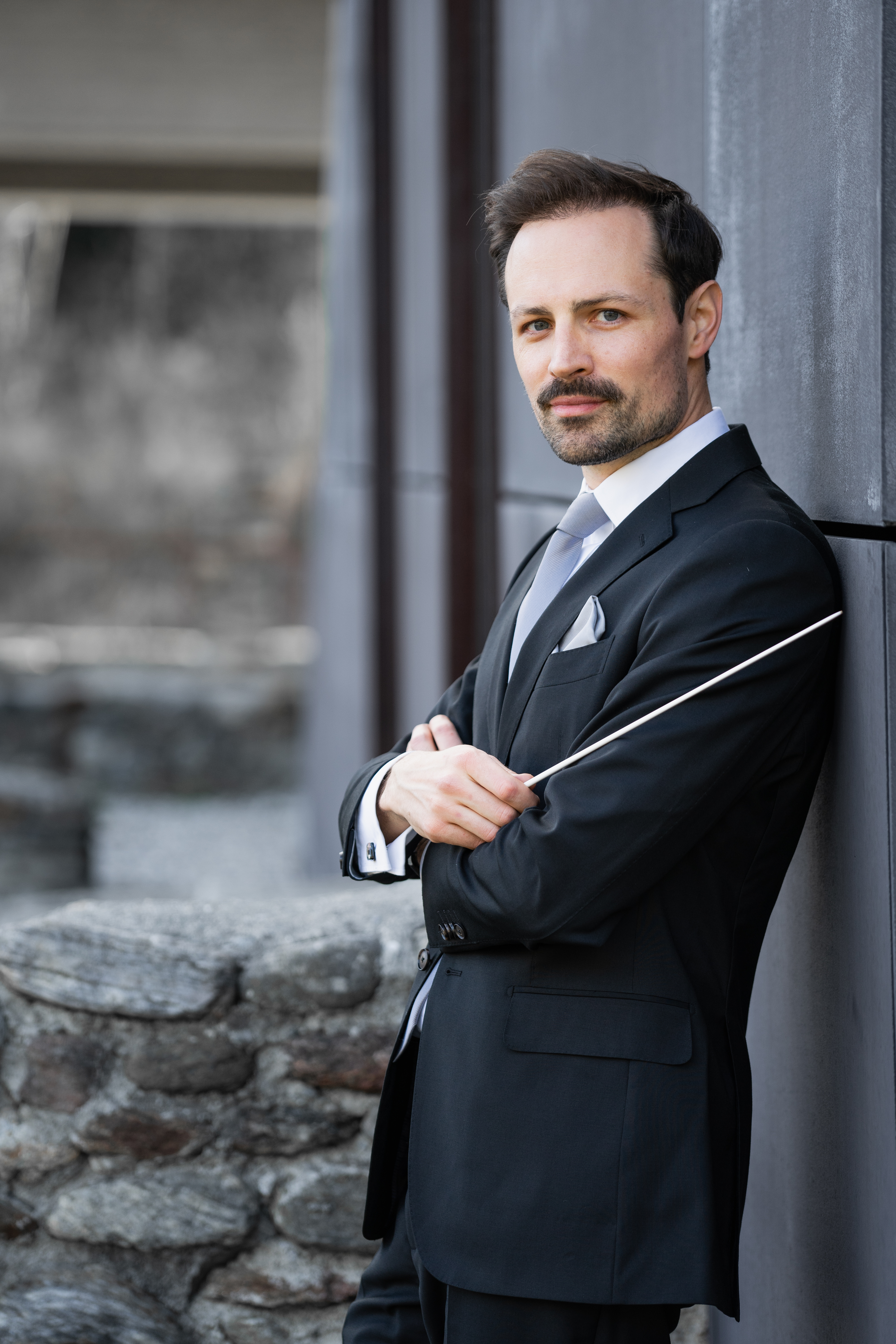
Gerald Mair

Gerald Mair (* 3. Mai 1988 in Lienz) ist ein österreichischer Dirigent.

## Leben
Gerald Mair wuchs in Dölsach auf und begann seine musikalische Ausbildung im Alter von 7 Jahren mit Klavierunterricht. Sein Hauptinstrument wurde der Kontrabass. Er absolvierte ein Studium an der Universität für Musik und darstellende Kunst Wien in den Fächern Kontrabass, Dirigieren, Musikpädagogik und Kulturmanagement. Zusätzlich verfolgte er ein vertiefendes Dirigierstudium bei Manfred Huss, der ihm die Lehre Hans Swarowskys vermittelte. Als Huss' Assistent wirkte er bei Konzerten und CD-Produktionen der „Haydn Sinfonietta Wien“ (auf historischen Instrumenten) mit, um sich mit der historischen Aufführungspraxis auseinanderzusetzen.
Gerald Mair hospitierte bei Konzerten von Christoph von Dohnanyi mit dem London Philharmonia Orchestra und den Wiener Symphonikern. Daneben besuchte er Kurse von Ralph Weikert und Johannes Wildner, die vor allem dem Opernrepertoire gewidmet waren.
Mit 17 Jahren gründete Mair das „Salonorchester Lienz“ und wurde mit Anfang 20 zum Chefdirigenten des Stadtorchesters Lienz ernannt, mit dem er seither in jeder Saison ein weitgefächertes Repertoire im Rahmen der regelmäßigen Abonnementkonzerte aufführt und auch damit außerhalb Tirols gastiert. Gerald Mair ist auch Gründer und künstlerischer Leiter der Klangvereinigung Wien. Mit diesem Klangkörper konzertiert er regelmäßig seit 2009 in unterschiedlichen Formationen. Als 22-Jähriger dirigierte er eine zweiwöchige Konzerttournee in China.
Mair wirkt bei den Opernfestspielen in Gars am Kamp (Niederösterreich) mit. Im Juni 2018 übernahm Mair die Voreinstudierung der Alpensinfonie von Richard Strauss, ein Kooperationsprojekt zwischen den Hofer Symphonikern und der Klangvereinigung Wien. Sein Zyklus sämtlicher Sinfonien, Solokonzerte und Ouvertüren Ludwig van Beethovens im Jahr 2016 bildete den musikalischen Rahmen der Oberösterreichischen Landesausstellung.